# Port lotniczy Ad-Damazin
Port lotniczy Ad-Damazin (ICAO HSDZ) – port lotniczy położony w Ad-Damazin, w Sudanie (prowincja Nil Błękitny).

## Kierunki lotów i linie lotnicze
| Linia Lotnicza | Kierunek   |
| -------------- | ---------- |
| Badr Airlines  | 1. Chartum |